# Biblioteca dell'Accademia Nazionale dei Lincei e Corsiniana
La Biblioteca dell'Accademia Nazionale dei Lincei e Corsiniana è una delle biblioteche storiche di Roma. Ha sede in Palazzo Corsini in via della Lungara, dove ha sede anche l'Accademia Nazionale dei Lincei. La biblioteca attuale nasce dalla fusione della Biblioteca Corsiniana con quella dell'Accademia.

## Biblioteca Corsiniana
Il primo nucleo della biblioteca Corsiniana si fa risalire alla donazione di papa Clemente XII al cardinale Neri Maria Corsini, suo nipote, della sua biblioteca personale nel 1733. Al 1738 risale la prima inventariazione dei manoscritti conservati nella biblioteca da parte del copista della stessa biblioteca Arrigo Arrigoni, intitolata "Indice de' libri manoscritti che si conservano nella Libreria della Ecc.ma Casa Corsini". Questo indice, arricchito nel tempo dai successivi copisti e dai bibliotecari di casa Corsini, è la base dei moderni cataloghi di manoscritti della biblioteca e si conserva ancora nella biblioteca stessa. Nel 1754 la biblioteca venne aperta al pubblico.
A questo primo nucleo si sono via via aggiunte altre collezioni (vale ricordato ad esempio il Fondo Rossi acquistato dagli eredi Corsini nel 1786), fino alla fusione con la biblioteca dell'Accademia Nazionale dei Lincei (promossa dallo Stato italiano nel 1883) e con le sue pregevoli opere, tra cui va citato il Fondo orientale dello studioso Leone Caetani.
Oltre ad un cospicuo numero di preziosi manoscritti, la biblioteca conserva pregevolissime collezioni di libri stampati, tra cui primeggiano gli incunaboli e le cinquecentine.

La biblioteca possiede la collezione probabilmente più completa al mondo delle edizioni sublacensi e romane degli stampatori Sweynheym e Pannartz dal 1465 al 1473, vale a dire di coloro che per primi hanno introdotto la stampa in Italia. La biblioteca conserva una copia (delle circa venti ancora esistenti) del primissimo libro stampato in Italia, il "Lattanzio", impresso a Subiaco nell'ottobre del 1465, che contiene tre opere dell'autore cristiano della tarda antichità.
 
Per quanto riguarda le cinquecentine la biblioteca conserva diverse edizioni aldine di notevole pregio.